# La voce della tortora
La voce della tortora (The Voice of the Turtle) è un film del 1948 diretto da Irving Rapper.
È una commedia romantica statunitense con Ronald Reagan, Eleanor Parker, Eve Arden e Wayne Morris. È basato sull'omonima commedia teatrale del 1943 di John Van Druten.

## Produzione
Il film, diretto da Irving Rapper su una sceneggiatura di John Van Druten e Charles Hoffman e un soggetto dello stesso Van Druten (autore dell'opera teatrale), fu prodotto da Charles Hoffman per la Warner Bros. e girato dal 22 febbraio all'inizio di maggio 1947.

## Distribuzione
Il film fu distribuito con il titolo The Voice of the Turtle negli Stati Uniti dal febbraio del 1948 (première a New York il 25 dicembre 1947) al cinema dalla Warner Bros.
Altre distribuzioni:
- in Svezia il 24 maggio 1948 (Han stannade över natten)
- in Francia il 22 giugno 1948 (L'aventure à deux)
- in Finlandia il 30 luglio 1948 (Kyyhkysen ääni)
- in Danimarca il 16 giugno 1949 (Turtelduens kurren)
- in Portogallo il 22 agosto 1949
- in Brasile (Centelha de Amor)
- in Grecia (Anoixiatikoi pothoi)
- in Italia (La voce della tortora[3].)

## Critica
Secondo il Morandini il film è una "commedia piacevole, acconciata con garbo per lo schermo" e risulterebbe una delle migliori interpretazioni di Reagan.